# Чемпіонат України з футболу серед аматорів 2024—2025
Чемпіонат України з футболу серед аматорських команд 2024—2025 — 29-й чемпіонат України серед аматорів. Організатор чемпіонату — Асоціація аматорського футболу України (ААФУ).

## Регламент змагань
Змагання складається з групового етапу та етапу плей-оф.
На груповому етапі 20 команд, розділених на дві групи, грають двоколовий турнір за круговою системою.
Фінальний етап змагань буде проведений у форматі плей-оф, до якого увійдуть 8 команд. Стадії 1/4 фіналу та 1/2 фіналу складатимуться з двох матчів, один з яких проводитиметься вдома, а інший — на виїзді. Фінальний матч проводитиметься на нейтральному полі.
За підсумками фінального матчу визначиться чемпіон і срібний призер чемпіонату. Команди, що вибудуть зі змагань на стадії 1/2 фіналу плей-оф, отримають звання бронзових призерів чемпіонату.

## Учасники
| Команда       | Населений пункт                            | Стадіон |         |         |         |
| Група 1       | Група 1                                    | Група 1 | Група 1 | Група 1 | Група 1 |
| ------------- | ------------------------------------------ | --- | ------- | ------- | ------- |
| «Агрон»       | с. Великі Гаї (Тернопільська область)      | «Сокіл» |         |         |         |
| ВІВАД         | с-ще Романів (Житомирська область)         | Центральний                                                                                                  |         |         |         |
| «Галич»       | Збараж (Тернопільська область)             | «Колос» |         |         |         |
| «Дністер»     | Заліщики (Тернопільська область)           | «Дністер» |         |         |         |
| «Колос»       | Полонне (Хмельницька область)              | «Полонь» НТБ «Верес» (Рівне) (1 матч)                                                                        |         |         |         |
| ФК «Лісне»    | с. Лісне (Київська область)                | Центральний ім. М. Бруквенка (с-ще Макарів) «Бузова Арена» (с. Бузова) (3 матчі)                             |         |         |         |
| ФК «Миколаїв» | Миколаїв (Львівська область)               | Міський |         |         |         |
| «Мрія»        | с-ще Гостомель (Київська область)          | Центральний «Урбан спорт сіті» (Київ) (3 матчі)                                                              |         |         |         |
| «Сокіл»       | с. Михайлівка-Рубежівка (Київська область) | «Шкільний» «КНУБА-Арена» (Київ) (1 матч)                                                                     |         |         |         |
| «Фенікс»      | с. Підмонастир (Львівська область)         | «Арена Фенікс»                                                                                               |         |         |         |
| Група 2       |                                            | |         |         |         |
| «Авангард»    | Лозова (Харківська область)                | Юріївського ліцею (с-ще Юріївка)                                                                             |         |         |         |
| «Агротех»     | с. Тишківка (Кіровоградська область)       | «Ліцей-Арена»                                                                                                |         |         |         |
| «Атлет»       | Київ                                       | «Атлет» |         |         |         |
| «Зірка»       | Кропивницький                              | «Зірка» ім. С. Березкіна                                                                                     |         |         |         |
| «Нафтовик»    | Охтирка (Сумська область)                  | «Нові Санжари» (с-ще Нові Санжари)                                                                           |         |         |         |
| «Олімпія»     | с. Савинці (Полтавська область)            | «Старт» (Миргород)                                                                                           |         |         |         |
| «Пенуел»      | Кривий Ріг (Дніпропетровська область)      | «Світло» «Металург» (тренувальне поле) (3 матчі)                                                             |         |         |         |
| «Ребел»       | Київ                                       | «Шкільний» (с. Михайлівка-Рубежівка) «Зміна» (2 матчі) Центральний ім. М. Бруквенка (с-ще Макарів) (2 матчі) |         |         |         |
| «Стандарт»    | с-ще Нові Санжари (Полтавська область)     | «Нові Санжари» (4 матчі) «Колос-Арена» (с-ще Магдалинівка) (4 матчі)                                         |         |         |         |
| «Титан»       | Одеса                                      | «Шкільний» (Чорноморськ)                                                                                     |         |         |         |

 — дебютанти сезону
30 березня 2025 року «Титан» знявся зі змагань, в усіх матчах, починаючи з 11-го туру, команді зараховані технічні поразки 0:3.
16 квітня 2025 року «Зірка» знялася зі змагань, в усіх матчах, починаючи з 13-го туру, команді зараховані технічні поразки 0:3.
1 травня 2025 року «Мрія» знялася зі змагань, в усіх матчах, починаючи з 15-го туру, команді зараховані технічні поразки 0:3.

## Турнірна таблиця

### Група 1
| М  | Команда       | І  | В  | Н | П  | РМ    | О  |
| -- | ------------- | -- | -- | - | -- | ----- | -- |
| 1  | ФК «Лісне»    | 18 | 13 | 3 | 2  | 62−12 | 42 |
| 2  | «Дністер»     | 18 | 13 | 1 | 4  | 45−15 | 40 |
| 3  | «Агрон»       | 18 | 10 | 4 | 4  | 32−20 | 34 |
| 4  | ФК «Миколаїв» | 18 | 9  | 3 | 6  | 40−29 | 30 |
| 5  | «Колос»       | 18 | 8  | 5 | 5  | 35−19 | 29 |
| 6  | «Сокіл»       | 18 | 8  | 2 | 8  | 26−23 | 26 |
| 7  | ВІВАД         | 18 | 7  | 2 | 9  | 28−26 | 23 |
| 8  | «Фенікс»      | 18 | 4  | 3 | 11 | 20−63 | 15 |
| 9  | «Галич»       | 18 | 4  | 2 | 12 | 18−48 | 14 |
| 10 | «Мрія»        | 18 | 1  | 1 | 16 | 8−59  | 4  |

### Група 2
| М  | Команда    | І  | В  | Н | П  | РМ    | О  |
| -- | ---------- | -- | -- | - | -- | ----- | -- |
| 1  | «Агротех»  | 18 | 12 | 2 | 4  | 44−22 | 38 |
| 2  | «Атлет»    | 18 | 12 | 1 | 5  | 37−13 | 37 |
| 3  | «Авангард» | 18 | 11 | 3 | 4  | 30−17 | 36 |
| 4  | «Ребел»    | 18 | 11 | 2 | 5  | 32−15 | 35 |
| 5  | «Олімпія»  | 18 | 10 | 4 | 4  | 34−18 | 34 |
| 6  | «Нафтовик» | 18 | 7  | 2 | 9  | 22−29 | 23 |
| 7  | «Стандарт» | 18 | 6  | 2 | 10 | 18−22 | 20 |
| 8  | «Пенуел»   | 18 | 5  | 3 | 10 | 24−34 | 18 |
| 9  | «Титан»    | 18 | 3  | 2 | 13 | 15−40 | 11 |
| 10 | «Зірка»    | 18 | 2  | 1 | 15 | 10−56 | 7  |

## Фінальний етап

### 1/4 фіналу
Матчі відбулися 31 травня - 1 червня та 7-8 червня.
| Команда 1     | Заг. | Команда 2  | 1-й матч | 2-й матч |
| ------------- | ---- | ---------- | -------- | -------- |
| «Агрон»       | 1:4  | «Атлет»    | 1:1      | 0:3      |
| ФК «Миколаїв» | 3:5  | «Агротех»  | 2:1      | 1:4 (дч) |
| «Авангард»    | 1:3  | «Дністер»  | 2:1      | 0:2      |
| «Ребел»       | 5:2  | ФК «Лісне» | 3:1      | 2:1      |

### 1/2 фіналу
Матчі відбулися 14 та 21 червня.
| Команда 1 | Заг.           | Команда 2 | 1-й матч | 2-й матч |
| --------- | -------------- | --------- | -------- | -------- |
| «Атлет»   | 5:3            | «Агротех» | 3:2      | 2:1      |
| «Ребел»   | 1:1 (пен. 2:4) | «Дністер» | 0:1      | 1:0      |

### Фінал
| 27 червня 2025 13:00 +24 °C |

| «Атлет»   | 1:3 (дч) | «Дністер»                                 |
| --------- | -------- | ----------------------------------------- |
| Бабич 16' | Протокол | Процик 21' Голодрига 109' Кірієнко 120+2' |

| НТК ім. Баннікова, Київ Глядачів: 150 Арбітр: Андрій Шевчук (Володимир) |

| Чемпіон України з футболу серед аматорів 2024—2025 |
| -------------------------------------------------- |
| «Дністер» (Заліщики) Вперше                        |

## Найкращі бомбардири
| № | Футболіст     | Команда    | Голи (пен.) |
| - | ------------- | ---------- | ----------- |
| 1 | Назар Волошин | ФК «Лісне» | 15          |
| 2 | Тарас Гром'як | «Агрон»    | 13 (2)      |